# M’Pungu

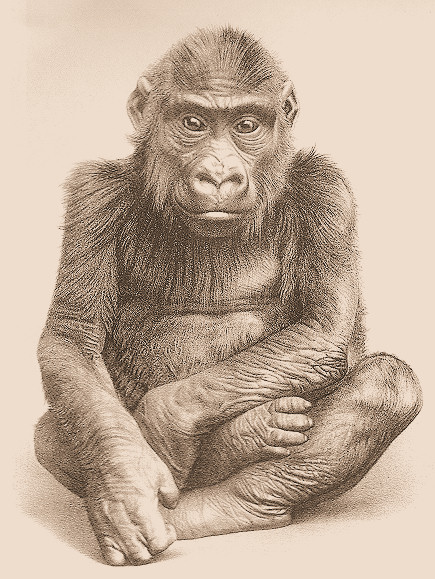
M’Pungu in Berlin (nach einer Fotografie, 1876)

M’Pungu (* 1874 in Portugiesisch-Kongo; † 13. November 1877 in Berlin) war der zweite Gorilla, der Europa lebend erreichte. Ab Juli 1876 wurde er vor allem im Berliner Aquarium Unter den Linden öffentlich zur Schau gestellt. Da zum ersten Mal außerhalb Afrikas an einem lebenden Gorilla anatomische Studien und Verhaltensstudien betrieben werden konnten, wurde das Tier auch von Zoologen als Sensation empfunden. Der erste Gorilla, der Europa lebend erreicht hatte, ein junges Weibchen („Jenny“), war 1855/56 sieben Monate lang in England von Wombwell’s Travelling Menagerie in Mädchenkleidern zur Schau gestellt, jedoch als Schimpansin verkannt worden.
„M’Pungu“ war in der Sprache der küstennah lebenden Afrikaner im Gebiet des heutigen Zaire die generelle Bezeichnung für alle Gorillas.

## Leben

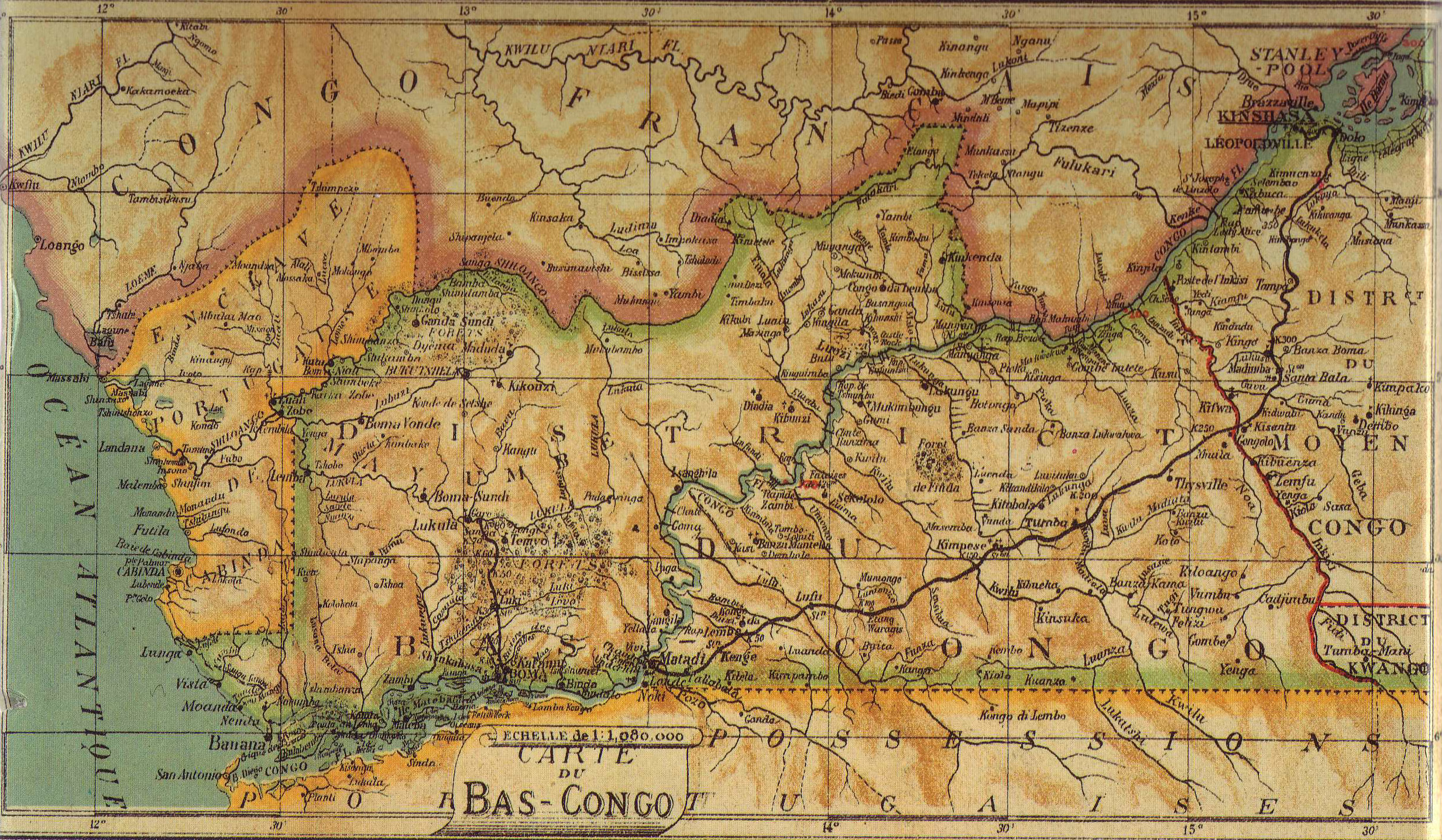
Karte von Portugiesisch-Kongo. Die Enklave liegt an der Küste nördlich der Kongo-Mündung, die Handelsstation wird hier Shinxoxo geschrieben.

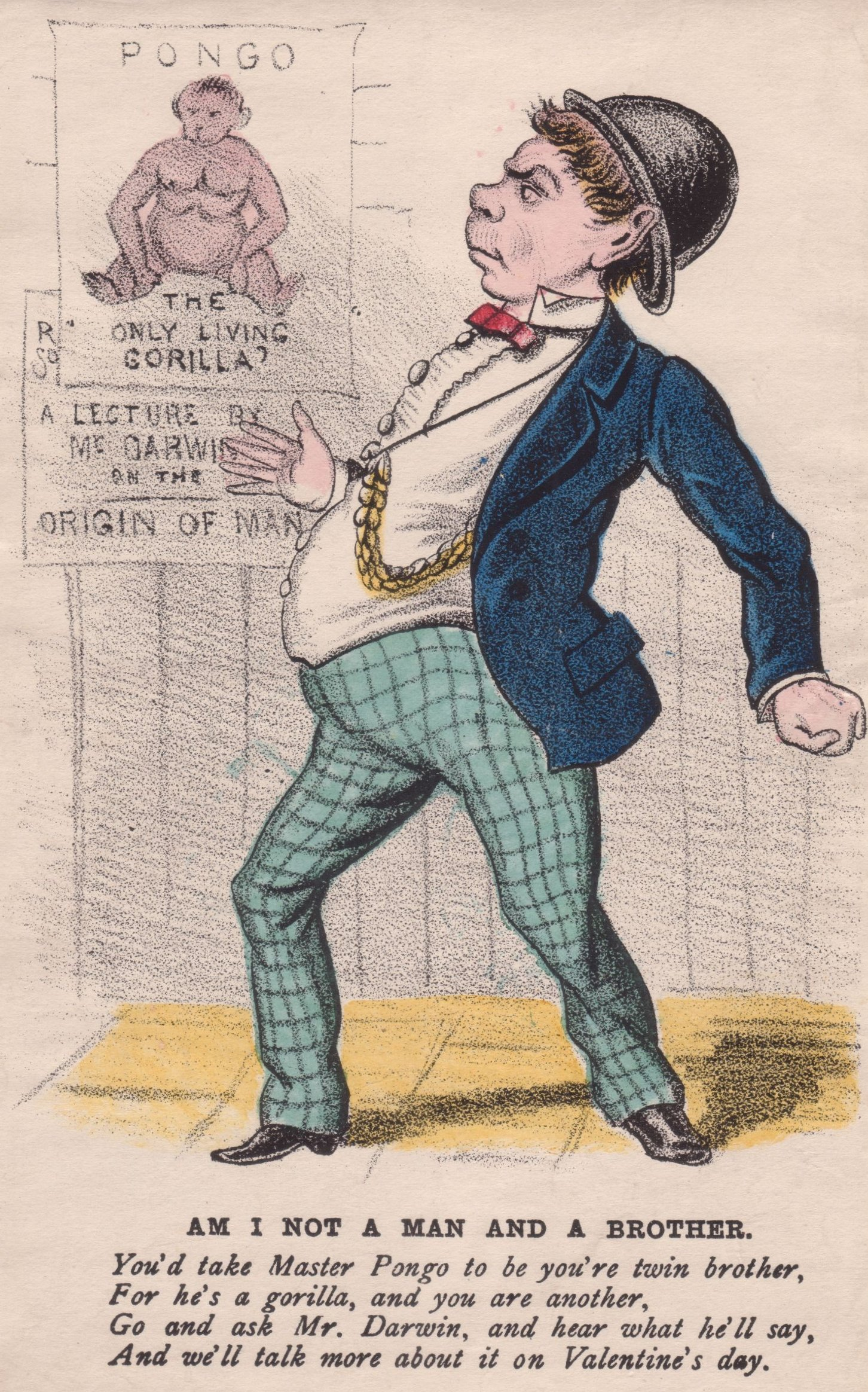
Zeitgenössische, englische Karikatur auf Master Pongo

M’Pungu, auch Master Pongo oder kurz Pongo genannt, ein junger männlicher Gorilla, wurde am 2. Oktober 1875 von dem Portugiesen Laurentio Antonio dos Santos als Geschenk dem deutschen Arzt Julius Falkenstein übergeben, der sich seit Anfang 1874 in der damaligen Kolonie Portugiesisch-Kongo – in der Handelsstation Chinchoxo – aufhielt und dos Santos wiederholt ärztlich betreut hatte. Julius Falkenstein gehörte zu einer als Loango-Expedition bezeichneten Forschergruppe, die auf Initiative der 1873 gegründeten Deutschen Gesellschaft zur Erforschung Äquatorial-Afrikas rund 90 Kilometer nördlich der Kongo-Mündung Quartier bezogen hatte. M’Pungu war von einem afrikanischen Jäger im Hinterland erbeutet und an den Portugiesen verkauft worden; das Tier wurde zu diesem Zeitpunkt auf ein Alter von 14 Monaten geschätzt.
Nachdem das anfangs stark geschwächte Jungtier in der Handelsstation gesundet war, gingen Falkenstein und der von ihm wie ein Kleinkind betreute M’Pungu im Mai 1876 an Bord eines Postschiffes und reisten über Liverpool und Hamburg nach Berlin, wo sie am 30. Juni 1876 ankamen. Am folgenden Tag wurde der Gorilla ins Aquarium Unter den Linden gebracht und dort, nach kurzer Eingewöhnung, unter großem Interesse des Publikums zur Schau gestellt. Im Berliner Aquarium wurde er in den folgenden Monaten unter anderem von Robert Hartmann, Arthur Kollmann, Karl Freytag und Wilhelm Peters eingehend studiert. Zunächst wurde der Gorilla in einem bereits vorhandenen Käfig gemeinsam mit Pavianen und Meerkatzen untergebracht, ab Ende August 1876 jedoch in einem neu eingerichteten geräumigeren Käfig, der mit einem kleinen Palmenhaus verbunden war.
Von Mitte Juli bis Anfang September 1877 wurde M’Pungu im Royal Aquarium in London ausgestellt. Wie zuvor in Berlin wurde der Gorilla auch in London von zahlreichen Naturforschern besucht, darunter Richard Owen, St. George Mivart und Frank Buckland. Auch stieß er ganz generell auf großes Publikumsinteresse, wie aus zahlreichen zeitgenössischen Presseartikeln hervorgeht; die London Times brachte die Ankunft des Menschenaffen auf ihrer Titelseite, und selbst The New York Times sowie Zeitungen in Australien und Neuseeland berichteten. In der satirischen Zeitschrift Punch erschien im August 1877 ein Dutzende Zeilen langes Gedicht („Reflections on the Gorilla at the Aquarium“) mit altertümlichen Einsprengseln („doth“ statt „does“) über:
„Master Pongo, from the Congo
Or, more strictly, the Gaboon-stream –
Sole Gorilla
That doth fill a
Place beneath pale Europe’s moon-stream […].“ 

## Tod
Ohne auffällige Vorzeichen starb M’Pungu am 13. November 1877 um halb fünf Uhr in der Früh. Einen Tag später wurde sein Kadaver in Anwesenheit von Julius Falkenstein und Rudolf Virchow seziert. Als Todesursache wurden zunächst Durchfall und eine Entzündung des Darms  festgestellt, fünf Wochen später wurde jedoch eine „Lungenaffection“ (Tuberkulose) publiziert. Der Tod des mittlerweile international bekannten Gorillas wurde in zahlreichen Zeitungen und Zeitschriften vermeldet, so zum Beispiel am 8. Dezember 1877 auch im British Medical Journal; dessen Berliner Korrespondent hatte wenige Wochen zuvor seine Leserschaft auch über seine Erfahrungen mit dem Tier während einer Privataudienz („private audience by the Gorilla“) informiert.
Im Jahr 1890 erschien in der dritten Auflage von Brehms Tierleben (Band 1, S. 71) ein lakonischer Nachruf, des Inhalts, es sei „ein Verlust für die Wissenschaft wenigstens nicht mehr zu beklagen. Was an ihm zu beobachten war, hatte reichlich beobachtet werden können, und sein Körper gab außerdem noch Gelegenheit, alle Organe bis in die feinsten Details zu studieren.“
Das Skelett des jungen Gorillas soll zunächst im Berliner Museum für Naturkunde verwahrt worden sein, es gilt dort heute aber als verschollen.

## Belege
1. ↑  Mustafa Haikal: Master Pongo. Ein Gorilla erobert Europa. Transit Buchverlag, Berlin 2013, S. 23, ISBN 978-3-88747-285-6.
2. ↑  Heute bezeichnet Pongo die Gattung der Orang-Utans.
3. ↑  Mustafa Haikal: Master Pongo, S. 45.
4. ↑  Mustafa Haikal: Master Pongo, S. 92 ff.
5. ↑  Mustafa Haikal: Master Pongo, S. 103.
6. ↑  Death of the Gorilla in Berlin. In: British Medical Journal. Band 2, 1877, S. 814, doi:10.1136/bmj.2.884.814.
7. ↑  British Medical Journal. Band 1, 1877, S. 456.
8. ↑  Zitiert aus Hans Werner Ingensiep: Der kultivierte Affe. Philosophie, Geschichte, Gegenwart. S. Hirzel, Stuttgart 2013, S. 171, ISBN 978-3-7776-2149-4.
9. ↑  #137 Zoo-Geschichten: Ins Gehege kommen. Radiosendung auf Deutschlandfunk Nova vom 7. Juli 2017 (ab Sendeminute 62:30).